# Хемијски симбол
Хемијски симбол је ознака хемијског елемента. За симбол хемијског елемента узима се прво слово његовог назива на латинском и како неколико елемената има назив који почиње истим словом у већини симбола постоји још једно карактеристично слово из назива. Симбол се пише великим латиничним словом и ако постоји друго слово оно се пише мало. 
Сви хемијски елементи имају свој хемијски симбол који се састоји од једног или два латинична слова. Симболи елемената који још немају међународно усвојен назив имају привремене симболе од три латинична слова која означавају њихове атомске бројеве, на пример, елемент са атомским бројем 114 има ознаку Uuq (Унунквадијум) а сада Fl (Флеровијум). 
Хемијски симбол представља један атом елемента и не сматра се скраћеницом његовог назива већ ознаком самог елемента и једног његовог атома. Када треба представити више атома неког хемијског елемента испред симбола пише се број у величини великог слова симбола и тај број се зове коефицијент. На пример, ознака 2Н представља два атома водоника.
Хемијским симболима представљени су хемијски елементи у периодном систему елемената.
Симболи првих десет хемијских елемената су:
Хемијски симболи се користе за састављање хемијских формула као што cy на пример:
- - Витамин Б12
- - α каротен
- - Сумпорна киселина